# Comfort of Strangers
Comfort Of Strangers is een single van de Britse band Bastille, van hun album Doom Days: This Got Out of Hand!. De single verscheen in april 2017 voor het eerst, als exclusieve single voor Record Store Day. In december 2019 verscheen het nummer dan op het album.